# آخماتووا ۳۰۶۷
سیارک ۳۰۶۷ (به انگلیسی: 3067 Akhmatova، نامگذاری:1982TE2) سه هزار و شصت و هفتمین سیارک کشف شده‌است که در ۱۴ اکتبر ۱۹۸۲ کشف شد.
قدر مطلق سیارک برابر ۱۳٫۰۰ است.